# Gaio-siberiano
O gaio-siberiano (Perisoreus infaustus) é uma ave da família Corvidae, que habita principalmente as florestas coníferas no norte da Eurásia. Apesar do seu habitat estar sendo fragmentado, é uma ave muito comum. Por isso, a União Internacional para a Conservação da Natureza o classificou como "pouco preocupante".

## Taxonomia e sistemática
O Gaio-siberiano compartilha do mesmo gênero, Perisoreus, com o Perisoreus internigrans, nativo da China, e o Perisoreus canadensis, da América do Norte. Entretanto, seu comportamento difere de ambos. Os indivíduos de sua espécie que acompanham os pais não ajudam a criar seus filhotes, diferentemente das outras duas espécies. A absência de cuidados extra-paternais pode ter se dado por haver pressão contra a seleção natural da reprodução cooperativa, provavelmente devido a uma estratégia para evitar a atenção dos predadores.
Há três subespécies de Gaio-siberiano ao oeste de Ural, onde P.i.infaustus localiza-se na Fino-Escandinávia e na Península de Kola e P.i.ostjakorum e ruthenus ao leste. Mais ao leste, foram classificadas mais 13 subespécies. Os Gaio-siberianos migraram do leste ao oeste graças à expansão das florestas coníferas na Escandinávia logo após a era do gelo, que gerou novos habitats adequados graças ao aquecimento global.

## Descrição
O Gaio-siberiano é a menor dos corvídeos paleárticos, pesando de 75 a 90 gramas e com 30 cm de comprimento, em média. A plumagem do adulto é marrom-acinzentada, com a parte superior da cabeça marrom-escura e a inferior clara, além de possuir peitoral ainda mais claro. Sua garupa é amarelada e seu pescoço acinzentado. Há padrões listrados em suas penas exteriores e seus pés são negros. Sua aparência é deveras imperceptível para o camuflar de predadores que habitam em seu habitat. Além disso, sua pluma é macia para o aquecer no inverno. Troca suas penas uma vez por ano, que vai do meio de junho até o meio de setembro. Um indivíduo pode viver até 20 anos, porém sua expectativa de vida é de 7,1 anos. 
Recém-nascidos praticamente não possuem penas e precisam serem cobertos pelas fêmeas. Gaio-siberianos jovens são similares aos adultos, porém sua plumagem da cabeça é mais clara.
O Gaio-siberiano é bem adaptado em voos dentro de florestas, porém é atrapalhado quando voa em terrenos abertos, o que explica sua vulnerabilidade à predadores de rapina. 
Em geral, o Gaio-siberiano é silencioso, mas pode emitir um grito que é semelhante ao de um urubu. O canto, que é emitido por ambos sexos, ocorre principalmente durante o acasalamento e pode ser ouvido apenas em distâncias curtas. Ele é composto de diversos sons, que variam entre notas estridentes, assobios, rangidos, sons oscilantes e sons copiados de outros pássaros.

## Distribuição e habitat
O Gaio-siberiano reside nas florestas boreais nortenhas de  abeto, pinho, cedro e larício, que circundam desde a Escandinávia até o norte da Rússia e Sibéria. Seu terreno é extenso, estimado em 19.300.000 km², e é nativo da Noruega, Suécia, Finlândia, Rússia, Mongólia, Cazaquistão e China, porém também pode ser encontrado na Bielorrússia, Estónia, Letónia, Polónia, Eslováquia e Ucrânia. Apesar da espécie ser no geral estacionária, alguns indivíduos migram para o sul durante o inverno.
Ele gosta de florestas densas e fechadas, presentes em planícies. Florestas de abeto são seu habitat predileto para forrageamento e nidificação, pois a folhagem densa das árvores coníferas locais oferecem maior proteção contra predadores. Nota-se que o sucesso de reprodução está ligado com densidade da folhagem, pois os ninhos e ovos não atrairão tanta atenção dos predadores. Assim, o benefício de ter mais espaço para fuga é sobreposto pelo benefício da camuflagem. Seus territórios tendem a serem diversificados, compreendendo matagais envelhecidos, bosques e encharques. Por isso, territórios ativos são considerados um indicador de alta diversidade ecológica em uma floresta.

## Ecologia

### Alimentação
O Gaio siberiano é onívoro e se alimenta principalmente de frutas, sementes, insetos e aranhas. Bandos dele também se alimentam de carcaças de animais que foram mortos por predadores mamíferos, como lobos e glutões. Entre as comidas ocasionais, se encontram ovos, pássaros pequenos, filhotes de pássaros, lesmas, caracóis, pequenos mamíferos e lagartos. No outono e inverno, é comum bagas (especialmente amoras e acerolas) serem coletadas e guardadas atrás de um tronco caído, penduradas em líquen ou entre galhos forcados. Gaio-siberianos possuem muitos esconderijos de comida em uma área enorme, por isso são conhecidos como coletadores dispersivos. Mas, diferente de outros corvídeos, seu estoque de comida não é compartilhado com os irmãos para aumentar a sobrevivência em grupo. Ao invés disso, o indivíduo consome seu estoque sozinho. Esses estoques são importantes para a sobrevivência no inverno, já que o forrageamento é restrito pelas poucas horas de sol. Para estocar comida de forma segura, os gaio-siberianos desenvolveram glândulas salivares especiais que são usadas para criar agregados de comida grudentos, que se aderem ao líquen ou em buracos em árvores, onde podem ser acessados durante o inverno. Por causa destes esconderijos, o gaio siberiano é uma ave territorial. Normalmente, os esconderijos estão próximos ao ninho.
Gaio-siberianos normalmente ficam nos arredores da floresta enquanto buscam comida para evitarem serem notados pelos predadores. Apesar disso, podem ocasionalmente procurar por insetos em áreas abertas e úmidas, com abundância em touceiras. Nessas ocasiões, eles andam em grupos de 3 a 5 indivíduos. E, especialmente no inverno, os gaio-siberianos se aventuram em áreas ainda mais abertas em busca de pequenos roedores.
Os mais jovens são alimentados principalmente com larvas de insetos. Elas são coletadas pelo macho e armazenadas em seu esôfago, até que volte para o ninho e regurgite na boca dos filhotes. Na primeira semana após o nascimento, o macho provê comida tanto para a fêmea quanto para seus filhos, sendo a fêmea a que consome a maior parte do alimento.

### Reprodução

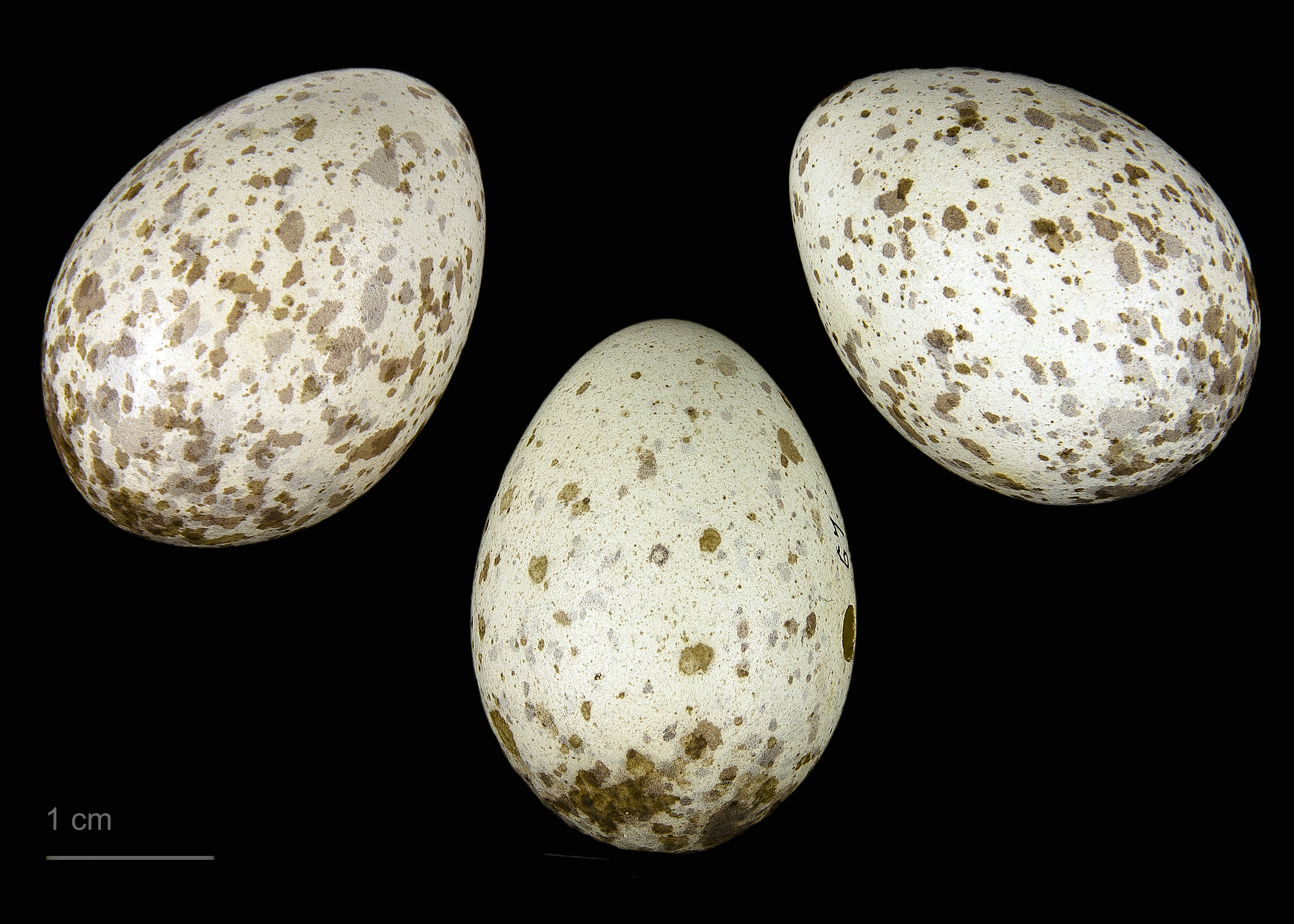
Perisoreus infaustus infaustus - (MHNT)

Gaio-siberianos são principalmente monogâmicos, e um casal permanecerá junto no mesmo território até a morte. Foram observadas atitudes onde a ave, depois de se estabelecer como casal, impede que seu parceiro procure outros parceiros sexuais. Nesses casos, os espécimes se tornam mais agressivos com gaio-siberianos do mesmo sexo. Este ato previne que um indivíduo encontre outros parceiros durante sua vida, portanto, a preservação dos genes recai sobre ambos. O tamanho do território de um gaio-siberiano varia de 1 a 4 km, e aumenta durante o outono e inverno. Apesar de serem respeitados, alguns espécimes vão para os territórios vizinhos, caso haja um habitat com chances de reprodução maiores. Foi observado a quebra da monogamia em espécimes em cárcere. 
Os ninhos estão situados em pinheiros ou abetos, de quatro a seis metros acima do chão, dentro da folhagem densa, para minimizar a detecção por parte dos predadores. Ele possui o formato de um copo e é feito com galhos que os gaio-siberianos arrancam de árvores, e são unidos com líquen, penas, teias de aranha, pelo de rena e fragmentos de ninhos de vespa. Isto é feito para isolar o ninho termicamente durante o inverno. O material para a construção é coletado durante o inverno. A construção se dá em março, e demora cerca de três meses para completá-la. Gaio-siberianos de ambos os sexos coletam o material, mas apenas as fêmeas constroem o ninho. 
Os ovos são verde-claros, azuis ou cinzas, e possuem pintas verdes ou marrons. A dimensão média dos ovos são de 31,6 x 22,9 mm. Eles são postos entre 31 de março e 22 de abril. A ninhada varia de 1 a 5 ovos, e a incubação demora cerca de 19 dias. A fêmea é a responsável por chocar os ovos, enquanto o macho provê comida para sua parceira e para os filhotes. Os gaio-siberianos se reproduzem apenas uma vez ao ano, e não coabitam novamente, mesmo se a ninhada falhar. Um ninho é construído para cada nova ninhada. 
As penas dos filhotes nascem de 18 a 24 dias depois do nascimento da primeira cria, entre maio e junho. Eles também abandonam o ninho durante esse período, apesar de ainda se esconderem dentro de troncos de árvores dentro do território até que consigam voar. Os pais continuam a alimentá-los até cerca de três semanas até a plumagem aparecer, e permanecem como uma família durante o verão, outono e inverno. A maior parte das aves jovens abandonam seus territórios de nascimento depois de 3 a 4 semanas após as penas aparecerem, e entram em novos grupos, que normalmente estão ao menos quatro territórios de distância da área de seus pais.

### Galeria

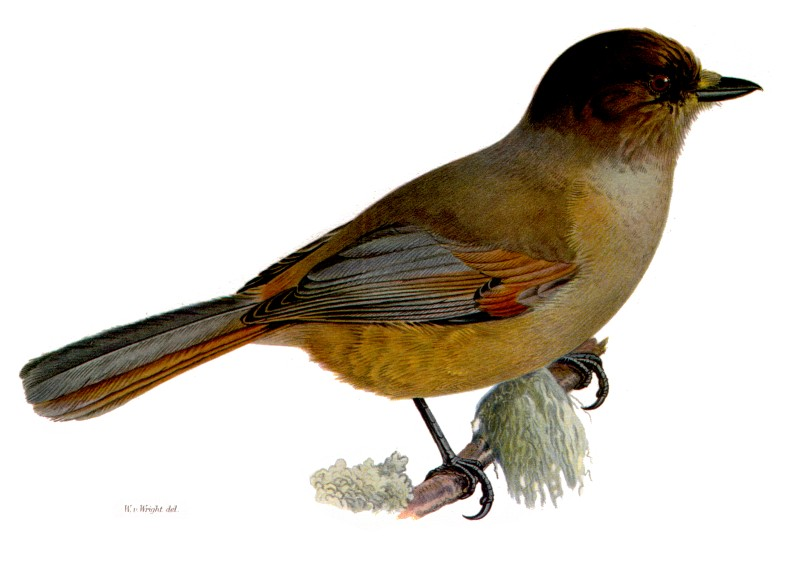

## Subespécies
- P. infaustus infaustus
- P. infaustus maritimus
- P. infaustus opicus
- P. infaustus ostjakorum
- P. infaustus rogosowi
- P. infaustus ruthenus
- P. infaustus sakhalinensis
- P. infaustus sibericus
- P. infaustus tkatchenkoi
- P. infaustus varnak
- P. infaustus yakutensis